# Edward J. Weiler
Edward J. Weiler va ser l'Administrador associat de la Science Mission Directorate de la NASA fins a la seva retirada el 30 de setembre de 2011.

## Carrera
Edward J. Weiler va rebre el seu doctorat en astrofísica a la Universitat Northwestern el 1976. Abans d'unir-se a la NASA, Weiler era membre del personal investigador de la Universitat de Princeton. Es va unir a Princeton el 1976 i va treballar en el Goddard Space Flight Center com a director d'operacions científiques de l'Observatori Astronòmic Orbital-3 (COPERNICUS).
Weiler es va incorporar a la seu de la NASA el 1978 com a científic de personal i va ser ascendit al cap de la Divisió d'Astrofísica Ultraviolada/Visible i Gravitacional el 1979. També va servir com a científic cap del Telescopi espacial Hubble des de 1979 fins a 1998. Abans del seu nomenament de 1998 com a administrador associat, va ser Director del programa de recerca d'orígens astronòmics a la seu de la NASA a Washington, DC. Havia servit com a administrador associat d'Space Science Enterprise de la NASA del 1998 al 2004.
Weiler es va fer càrrec del lideratge del Goddard Space Flight Center l'1 d'agost de 2004. Va ser nomenat administrador associat de la Science Mission Directorate el 7 de maig de 2008, per l'administrador Michael D. Griffin. Va ser nomenat director interí de la direcció el 26 de març de la seva posició com a director del centre del Centre de vol espacial Goddard.